# Le Ployron
Le Ployron – miejscowość i gmina we Francji, w regionie Hauts-de-France, w departamencie Oise.
Według danych na rok 1990 gminę zamieszkiwało 105 osób, a gęstość zaludnienia wynosiła 25 osób/km² (wśród 2293 gmin Pikardii Le Ployron plasuje się na 892. miejscu pod względem liczby ludności, natomiast pod względem powierzchni na miejscu 949.).